# Siccia subcinerea
Siccia subcinerea är en fjärilsart som beskrevs av Moore 1878. Siccia subcinerea ingår i släktet Siccia och familjen björnspinnare. Inga underarter finns listade i Catalogue of Life.